# Greg Minnaar
Greg Minnaar (Pietermaritzburg, 13 novembre 1981) è un mountain biker sudafricano. Specialista del downhill, è stato quattro volte campione del mondo della specialità, nel 2003, nel 2012, nel 2013, e nel 2021 e ha vinto la Coppa del mondo di specialità nel 2001, nel 2005 e nel 2008.

## Carriera
Specialista del downhill (pur con alcune esperienze nel four-cross), partecipa per la prima volta a una prova di Coppa del mondo nel 1999; l'anno dopo sale per la prima volta su un podio di Coppa mentre nel 2001, a Kaprun in Austria, ottiene la prima vittoria in Coppa nonché la vittoria della classifica generale di specialità. Nello stesso anno arriva anche la prima medaglia ai campionati del mondo, nella rassegna di Vail è infatti bronzo alle spalle di Nicolas Vouilloz e Steve Peat.
Negli anni seguenti si afferma come uno dei migliori discesisti al mondo: si laurea infatti tre volte campione del mondo, nel 2003, nel 2012 e nel 2013, aggiungendo alle maglie iridate anche l'argento mondiale nel 2004, nel 2006, nel 2009 e nel 2015, e il bronzo nel 2005 e nel 2010. Si afferma anche in Coppa del mondo, vincendo la classifica di downhill nel 2005 e nel 2008, oltre a ben 18 prove tra il 2002 e il 2016 (con ben tre vittorie parziali nelle stagioni 2005, 2008 e 2009).
Nel 2017, a 35 anni di età, sfiora la vittoria del titolo mondiale a Cairns, ma per una foratura causata da un'uscita dal tracciato e una conseguente fuoriuscita del copertone dal cerchio arriva solo 61º (al parziale pochi metri prima dell'incidente risultava in testa con più di 1"5 di vantaggio). Termina inoltre la Coppa del mondo in terza posizione, battuto da Aaron Gwin e Troy Brosnan; grazie alle due vittorie di Fort William e Lenzerheide diventa comunque il discesista più premiato di sempre in Coppa del mondo, con 21 vittorie e un totale di 75 podi in carriera (cui si aggiungono una vittoria e due podi in four-cross ottenuti a inizio carriera).
Torna al successo in Coppa del mondo nel 2020, a un mese dai suoi 39 anni, vincendo la prima delle due tappe di Lousa, in Portogallo. È il suo 22º successo nella rassegna iridata a tappe.
Nel 2021 è diventato campione del mondo di downhill in Val di Sole (Trentino).

## Palmarès
- 2001

7ª prova Coppa del mondo, Downhill (Kaprun)
Classifica finale Coppa del mondo, Downhill
- 2003

Campionati del mondo, Downhill
1ª prova Coppa del mondo, Four-cross (Fort William)
Classifica finale NORBA Downhill Series
Coupe de France DH Finals
- 2004

1ª prova Coppa del mondo, Downhill (Fort William)
prova NORBA Pro Mens Downhill (Durango)
prova NORBA Pro Mens Downhill (Mount Snow)
prova NORBA Pro Mens Downhill (Schweitzer Mountain)
prova NORBA Pro Mens Downhill (Snow Shoe)
prova NORBA Pro Mens Downhill (Big Bear)
Classifica finale NORBA Downhill Series
Mexican National Series Event, Downhill (Querétaro)
- 2005

2ª prova Coppa del mondo, Downhill (Willingen)
5ª prova Coppa del mondo, Downhill (Balneário Camboriú)
6ª prova Coppa del mondo, Downhill (Angel Fire Resort)
Classifica finale Coppa del mondo, Downhill
Coupe de France DH Finals (La Bresse)
Campeonato Andaluso, Downhill (Motril)
- 2006

Top To Bottom Eliminator (Leogang)
3ª prova NORBA DH, Downhill (Mount Snow)
4ª prova NORBA DH, Downhill (Deer Valley)
6ª prova NORBA DH, Downhill (Snowmass Village)
- 2008

Campionati sudafricani, Downhill
3ª prova Coppa del mondo, Downhill (Fort William)
4ª prova Coppa del mondo, Downhill (Mont-Sainte-Anne)
6ª prova Coppa del mondo, Downhill (Canberra)
Classifica finale Coppa del mondo, Downhill
2ª prova Jeep 48STRAIGHT, Dual slalom (Park City)
Crankworx Giant Slalom, Dual slalom (Whistler)
3ª prova NPS Downhill (Fort William)
Sea Otter Classic, Downhill
Sea Otter Classic, Dual slalom
- 2009

1ª prova Coppa del mondo, Downhill (Pietermaritzburg)
4ª prova Coppa del mondo, Downhill (Fort William)
7ª prova Coppa del mondo, Downhill (Bromont)
Balaton Bike Fest, Downhill
- 2010

1ª prova Coppa del mondo, Downhill (Maribor)
3ª prova Coppa del mondo, Downhill (Leogang)
Northstar Pro GRT, Downhill (Lago Tahoe)
- 2011

2ª prova Coppa del mondo, Downhill (Fort William)
6ª prova Coppa del mondo, Downhill (La Bresse)
- 2012

1ª prova Coppa del mondo, Downhill (Pietermaritzburg)
2ª prova Coppa Europa di downhill, (Leogang)
Campionati del mondo, Downhill
- 2013

Campionati del mondo, Downhill
- 2014

South Africa Downhill Cup #1 (Pietermaritzburg)
- 2015

2ª prova Coppa del mondo, Downhill (Fort William)
4ª prova Coppa del mondo, Downhill (Lenzerheide)
- 2016

3ª prova Coppa del mondo, Downhill (Fort William)
- 2017

2ª prova Coppa del mondo, Downhill (Fort William)
5ª prova Coppa del mondo, Downhill (Lenzerheide)

## Piazzamenti

### Competizioni mondiali
- Campionati del mondo

Åre 1999 - Downhill Juniors: 6º
Sierra Nevada 2000 - Downhill: 11º
Sierra Nevada 2000 - Dual slalom: 17º
Vail 2001 - Downhill: 3º
Vail 2001 - Dual slalom: 17º
Kaprun 2002 - Downhill: non partito
Kaprun 2002 - Four-cross: non partito
Lugano 2003 - Downhill: vincitore
Lugano 2003 - Four-cross: 9º
Les Gets 2004 - Downhill: 2º
Livigno 2005 - Downhill: 3º
Livigno 2005 - Four-cross: 4º
Rotorua 2006 - Downhill: 2º
Fort William 2007 - Downhill: 4º
Val di Sole 2008 - Downhill: 4º
Canberra 2009 - Downhill: 2º
Mont-Sainte-Anne 2010 - Downhill: 3º
Champéry 2011 - Downhill: 9º
Leogang 2012 - Downhill: vincitore
Pietermaritzburg 2013 - Downhill: vincitore
Vallnord 2015 - Downhill: 2º
Val di Sole 2016 - Downhill: 7º
Cairns 2017 - Downhill: 61º
- Coppa del mondo

1999 - Downhill: 26º
2000 - Downhill: 9º
2000 - Dual slalom: 23º
2001 - Downhill: vincitore
2001 - Dual slalom: 7º
2002 - Downhill: 9º
2002 - Four-cross: 16º
2003 - Downhill: 4º
2003 - Four-cross: 6º
2004 - Downhill: 9º
2005 - Downhill: vincitore
2005 - Four-cross: 19º
2006 - Downhill: 3º
2006 - Four-cross: 30º
2007 - Downhill: 6º
2008 - Downhill: vincitore
2009 - Downhill: 2º
2010 - Downhill: 2º
2011 - Downhill: 2º
2012 - Downhill: 2º
2013 - Downhill: 3º
2014 - Downhill: 7º
2015 - Downhill: 4º
2016 - Downhill: 4º
2017 - Downhill: 2º
2021 - Downhill: 1º